# إيثر سيليلي إينولي

الصيغة العامة لمجموعة الإيثر السيليلي الإينولي

الإيثر السيليلي الإينولي في الكيمياء العضوية هو صنف من المركبات العضوية التي تشترك في بنيتها بوجود مجموعة وظيفية من الإينولات المرتبطة عبر ذرة الأكسجين إلى مجموعة سيليكون عضوية؛ وتعد زمرة الإيثر السيليلي الإينولي من المجموعات الوسطية المهمة في الاصطناع العضوي.

## التحضير
تحضر هذت المركبات من تفاعل مركب كربونيلي قابل لتشكيل الإينول مع مركب سيليلي إلكتروفيلي بوجود قاعدة كيميائية.

## التطبيقات
من التطبيقات التي يمكن أن يستخدم فيها الإيثر السيليلي الإينولي في الكيمياء العضوية هو تحضير إينولات الليثيوم بالتفاعل مع ميثيل الليثيوم.

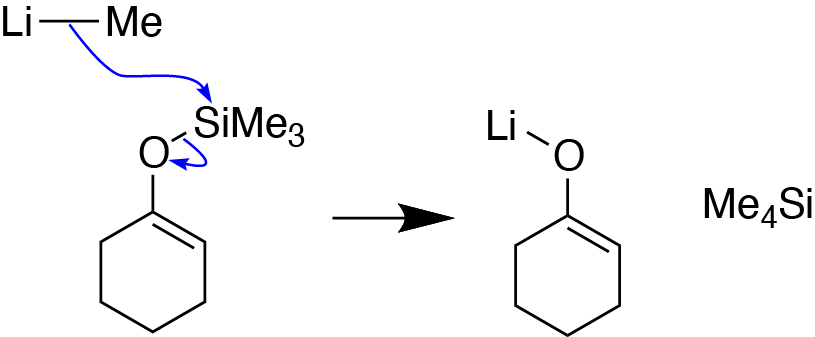
تحضير إينولات الليثيوم.